# Barracão (Rio Grande do Sul)
Barracão é um município brasileiro do estado do Rio Grande do Sul.

## Geografia
Localiza-se à latitude 27º40'18" sul e à longitude 51º27'38" oeste, estando a 764 metros de altitude. Sua população estimada em 2018 era de 5.295 habitantes, distribuídos em 526,75 km² de área.

## História
Os tropeiros que vinham da Província de São Paulo, passavam pelo município de Barracão com o objetivo de fugir do pagamento de impostos no Registro de Santa Vitória. Atravessaram o rio Uruguai, logo abaixo das confluências dos rios Pelotas e Canoas, por um passo que era conhecido por eles como Passo do Pontão.
Quando o presidente da Província tomou conhecimento que os tropeiros utilizavam esse passo de forma clandestina, em 1848, encarregou o capitão Joaquim Antônio de Moraes Dutra para construir uma obra (um barracão) que serviria de quartel e casa de coletaria. Inicia-se, então, a colonização de nosso município e este recebe o nome de Barracão.
Entre 1933 e 1939, Barracão chamou-se Heleodoro Branco, em homenagem ao primeiro intendente municipal de Lagoa Vermelha (Ato 562, de 11 de fevereiro de 1933).
A coletoria do Pontão localizada em Barracão no período de 1849 a 1856 foi o Registro que mais imposto arrecadou para a Província.
O município de Barracão foi criado oficialmente em 30 de maio de 1964 e instalou em 7 de fevereiro de 1965. Sua superfície é de 516,288 km², está distante 370 km da capital do estado e sua economia baseia-se principalmente na agropecuária.
A cidade é moderna, planejada e localiza-se na porção Norte-Nordeste do Estado do Rio Grande do Sul, na região fisiografia dos Campos de Cima da Serra (Rio Grande do Sul). Sua população é de aproximadamente 5,592 habitantes, a etnia predominante é a Portuguesa e em menor número a Italiana e a Alemã.

## Imagens

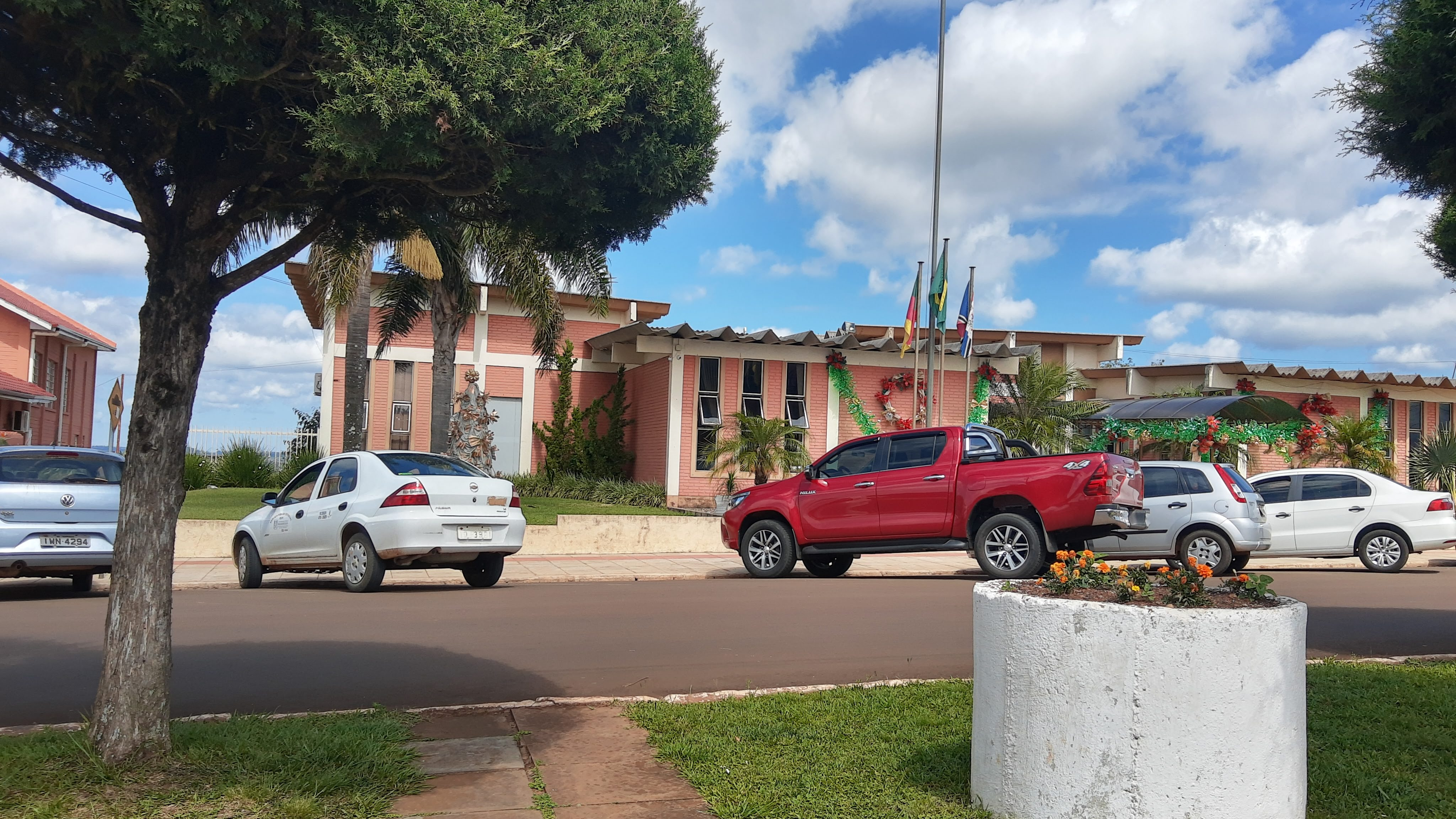
Prefeitura de Barracão
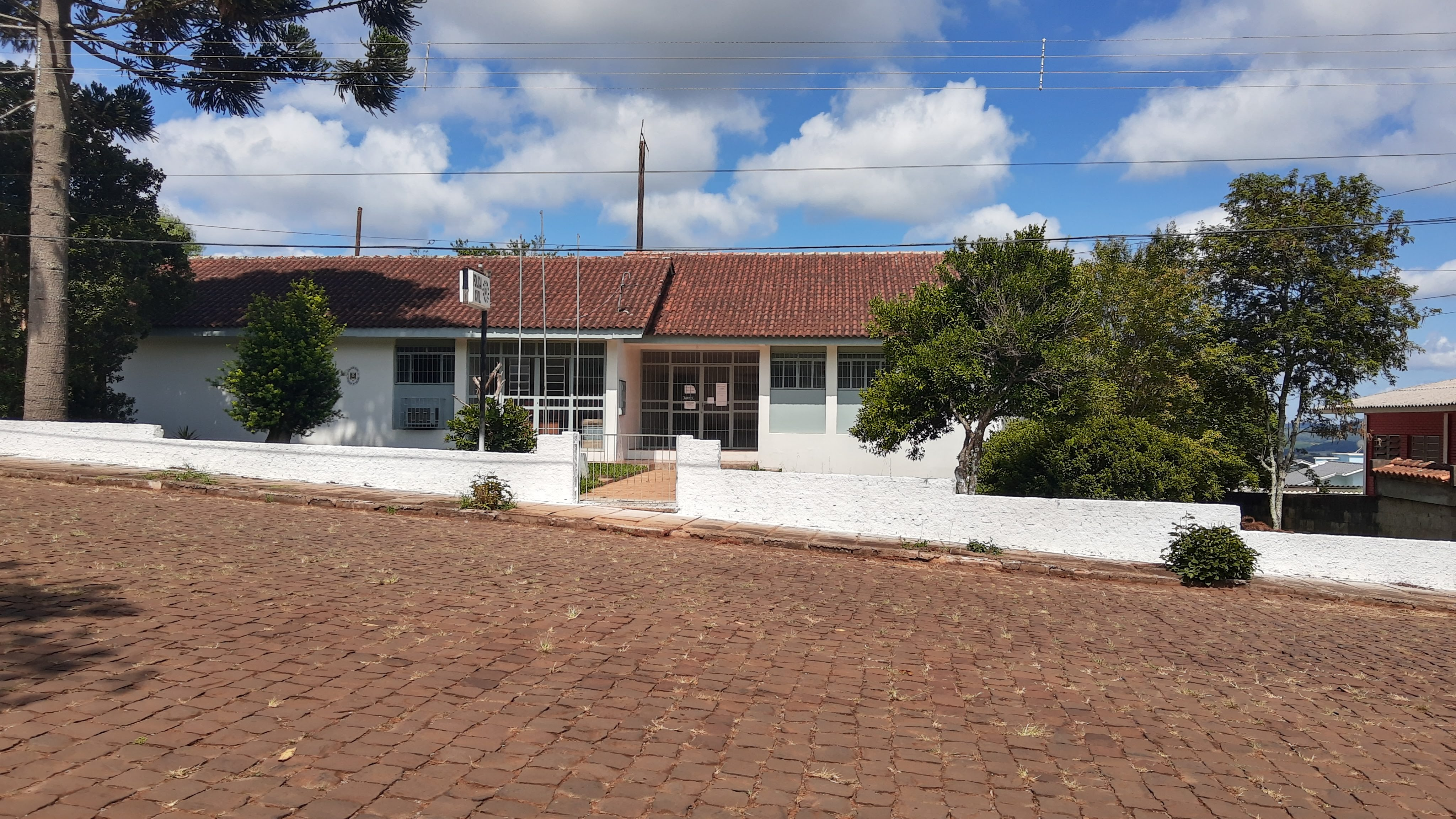
Delegacia da Polícia Civil
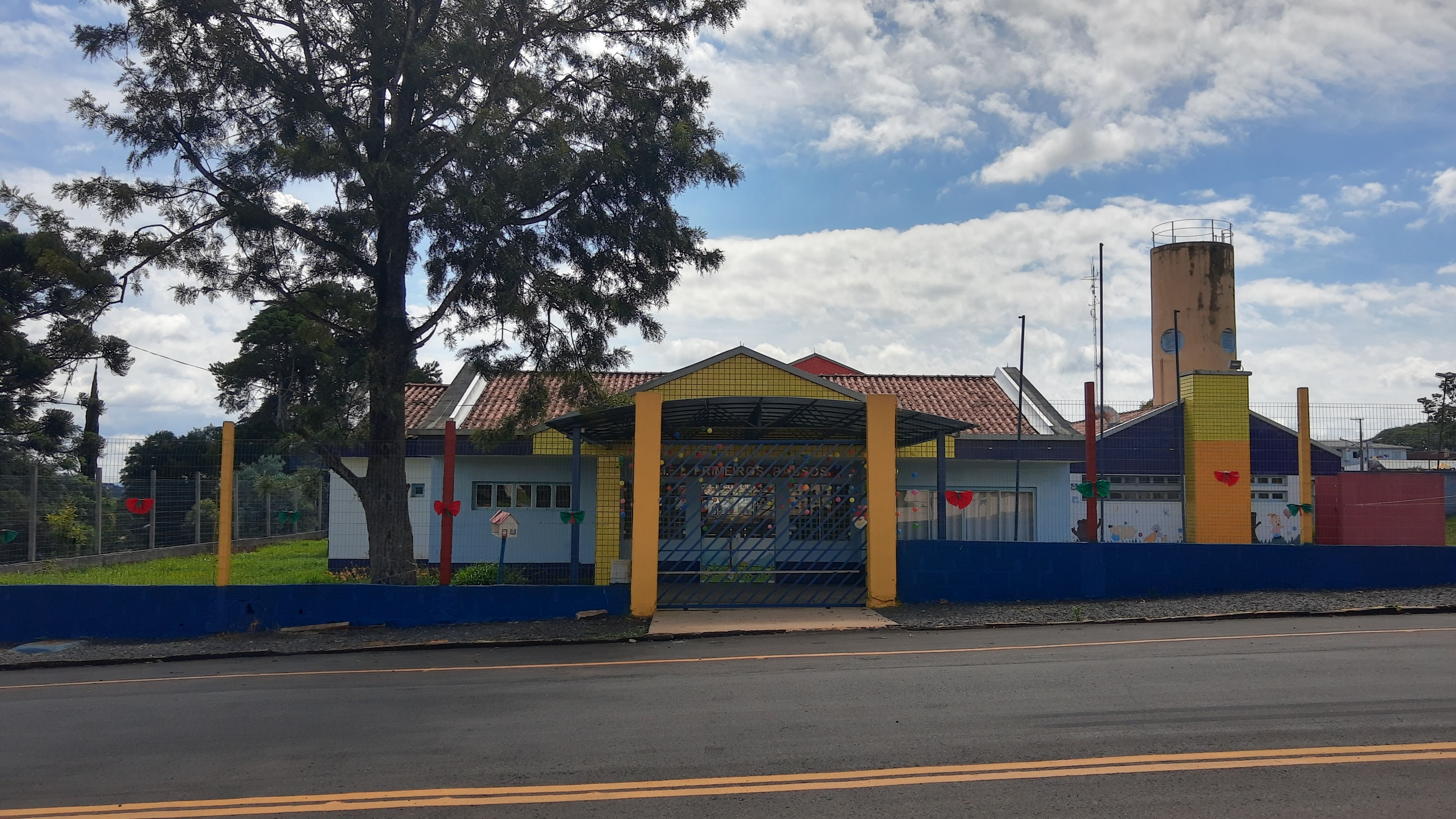
EMEI Primeiros Passos